# Villacarralón
Villacarralón è un comune spagnolo di 101 abitanti situato nella comunità autonoma di Castiglia e León.